# 端姑拜润
端姑拜润·莫哈末阿里(1932年11月7日—)是马来西亚霹雳州前苏丹后。1989年至1994年间出任马来西亚第九任最高元首后，也是马来西亚历史上第一位平民出身的最高元首后。她是已故霹雳苏丹苏丹阿兹兰沙的遗孀和现任苏丹苏丹纳兹林沙的母亲。

## 早年
端姑拜润于1932年11月7日出生在海峡殖民地槟城，并在槟城圣乔治女子中学就读。1952年至1954年间，她被选入著名的英国柯比教师培训学院继续深造。
从英国回国一年后，她于1955年12月9日嫁给霹雳王子阿兹兰沙。当时阿兹兰沙是吉隆坡的一名法官，端姑拜润则在母校教书。她在吉隆坡、芙蓉市、劳勿、太平和关丹的多所学校教书长达22年。两人育有五名子女，两男三女。

## 苏丹后
随着丈夫于1984年2月3日继任霹雳苏丹，端姑拜润由此成为霹雳苏丹后，并获得“端姑”的头衔。在霹雳，拥有王室血脉的苏丹后会得到 Raja Perempuan 的称号，平民出身的苏丹后则获得 Raja Permaisuri 的称号。1985年12月9日，端姑拜润正式在江沙王宫举行加冕礼。
1989年4月26日，苏丹阿兹兰沙出任马来西亚第九任最高元首，端姑拜润随即出任最高元首后。
2014年5月28日，苏丹阿兹兰沙驾崩，一个月后她的儿媳端姑扎拉沙林继任霹雳苏丹后。